# Реттенбах
Реттенбах (нім. Röttenbach) — громада в Німеччині, розташована в землі Баварія. Підпорядковується адміністративному округу Середня Франконія. Входить до складу району Ерланген-Гехштадт. 
Площа — 7,75 км2. Населення становить 4694 ос. (станом на 31 грудня 2020).